# Виташкевич, Александр Никитович
Александр Никитович Виташкевич (бел. Аляксандр Мікітавіч Віташкевіч; 23 февраля 1928, п. Рогоновичи, Чашникский район — 26 июля 2009, Минск, Беларусь) — расточник Минского завода автоматических линий Минского совнархоза, Белорусская ССР. Герой Социалистического Труда (1960).

## Биография
С 1952 года работал на Минском станкостроительном заводе имени Кирова, с 1957 года — токарь-расточник Минского завода автоматических линий.
Указом Президиума Верховного Совета СССР от 28 мая 1960 года за производственные успехи и инициативу в организации соревнования за звание бригад и ударников коммунистического труда удостоен звания Героя Социалистического Труда с вручением ордена Ленина и золотой медали «Серп и Молот».
Кандидат в члены ЦК КПБ в 1960—1966 и 1971—1976 годах. Депутат Верховного Совета СССР в 1962—1966 годах. Член Советского комитета защиты мира с 1974 года.